# نیروی دریایی سلطنتی دانمارک
نیروی دریایی سلطنتی دانمارک (دانمارکی: Søværnet) نیروی دریایی زیرمجموعه نیروهای دفاعی دانمارک است، که در سال ۱۵۱۰ تأسیس شد.